# OnlyJayus
OnlyJayus (* 12. April 1999 im Kalifornischen Längstal, bürgerlich Isabella Avila) ist eine US-amerikanische TikTokerin. Sie ist ebenfalls auf Instagram, YouTube, Twitter, Twitch und  Snapchat aktiv.

## Leben
OnlyJayus wurde 1999 als drittes von insgesamt 12 Kindern geboren. Neben ihrer Tätigkeit als Webvideoproduzentin und Influencerin studiert sie Softwareentwicklung. Seit 2020 befindet sich Isabella in einer Beziehung mit TikTok-Star Hailey. Gegenwärtig lebt sie in Santa Monica.

## Karriere
OnlyJayus startete ihren TikTok-Account im Oktober 2018, war aber bis August 2019 nicht regelmäßig aktiv. Als sie ihre Stelle als Verkäuferin bei Best Buy verlor, weil sie in einem TikTok-Video ihre Arbeitskleidung trug, entschied sie sich eine Karriere mit Onlineinhalten aufzubauen, anstatt nach einem neuen Job zu suchen. Zu diesem Zeitpunkt hatte sie ca. 200.000 Follower auf TikTok. Einen Monat später erreichte sie die Marke von 1 Million Followern. Seither hat sie mit verschiedenen Brands zusammengearbeitet, darunter etwa Netflix. Stand April 2021 hatte sie ca. 10,5 Millionen Follower auf TikTok, 650.000 auf Instagram, 490.000 auf YouTube und 33.000 auf Twitter.

## Kontroverse
Anfang des Jahres 2021 tauchten Screenshots einer alten Konversation auf, in der sie ihren Gesprächspartner als Nigger-Liebhaber (eng. "nigger lover"), Schwuchtel (eng. "faggot") und Fotze (eng. "cunt") bezeichnet. Die einige Tage später auf sämtlichen Plattformen hochgeladene Entschuldigung wurde nicht von allen Followern als ausreichend bewertet, andere hingegen klagten, dass sie jetzt Opfer der Cancel Culture werde. Es wurde auch darauf verwiesen, dass sie als lesbische Frau selbst Teil der LGBT-Bewegung sei.

## Auszeichnungen
OnlyJayus wurde 2020 für die YouTube Streamy Awards in der Kategorie "Learning and Education" nominiert. Der Preis ging jedoch an Mark Rober.

## Trivia
OnlyJayus entschied sich, "Jayus" als Teil ihres Pseudonyms zu verwenden, da sie dessen aus dem Indonesischen stammende Bedeutung als für sie passend fand und er außerdem kurz und einfach zu merken ist.

“The word Jayus is an Indonesian word for “something so unfunny you can't help but laugh” or “someone who tries too hard to be funny”. While I was looking for a name online that was short and easy to remember I came across this and thought that it fit my personality well. It took me about a week to find and stick with this name. I've done such a good job of promoting this name that people are surprised to find out that my real name is actually Isabella.”

„Das Wort Jayus ist ein indonesisches Wort für "etwas so Unlustiges, dass man nicht anders kann, als zu lachen" oder "jemand, der sich zu sehr bemüht, lustig zu sein". Als ich online nach einem Namen suchte, der kurz und leicht zu merken ist, stieß ich auf diesen und dachte, dass er gut zu meiner Persönlichkeit passt. Ich habe ungefähr eine Woche gebraucht, um diesen Namen zu finden und bei ihm zu bleiben. Ich habe so gut für diesen Namen geworben, dass die Leute überrascht sind, wenn sie herausfinden, dass mein richtiger Name eigentlich Isabella ist.“

Da der Nutzername onlyjayus bei Twitter bereits vergeben war, entschied sie sich dafür, dort den Namen notjayus (dt. "nicht-jayus") zu verwenden.